# Историја Јевреја на Малти
Историја Јевреја на Малти обухвата два миленијума. Присуство јеврејске заједнице је потврђено на острвима од 4. до 5. века. Јевреји су напредовали на Малти под арапском и норманском влашћу. Они су протерани 1492. године, а заједница је могла да се поново успостави тек после 1798. под британском влашћу. У 19. и 20. веку, јеврејска заједница на Малти је дочекала избеглице из Италије и централне Европе, које су бежале од нацистичке владавине. Данас је мала заједница и даље добро успостављена на острвима.

## Антика
Према веровању, први Јеврејин који је крочио на Малту био је апостол Павле, чији је брод према легенди ту потонуо 62. године. Павле је наставио да представља хришћанство становништву острва.
Шест гробница са уклесаним менорама у рабатским катакомбама (свака са по десетак гробова) указује на то да су Јевреји живели заједно са хришћанима и паганима на Малти током 4. и 5. века, током касног римског, а затим и византијског времена. Заједница, коју је предводио савет старешина (gerousia), могла је да окупи до 300 људи.

## Фатимиди, Нормани и Арагонци
Нема археолошких или документарних налаза о присуству Јевреја на Малти током Фатимидског периода (870—1090 н.е.), иако су на оближњој Сицилији под истом арапском влашћу Јевреји и хришћани живели мирно. Исто тако, нема ни трага јеврејског присуства током владавине Нормана, од 1091. н.е. Само 1241. године хронике Гилибертуса Абата извештавају о 25 јеврејских породица на Малти и 8 на Гоцу у поређењу са 681 муслиманских и 1.047 хришћанских породица на Малти, и 155 односно 203 на Гоцу, иако је тумачење ових бројева спорно.
Године 1285. јеврејски мистик Аврахам Абулафија из Сарагосе, протеран из јеврејске заједнице Палерма, повукао се да би своје последње године у самоћи живео на Комину, где је написао Imrei Shefer (Речи лепоте), или Sefer haOt, Књигу о знаку. 2003. године остаци за које се сматра да су Абулафијини и других јеврејских Малтежана из 1. века н.е. симболично су поново сахрањени на јеврејском гробљу у Марси.
У Мдини, током средњег века, улица дуж северне стране катедрале (данашња Triq il-Fosos) била је јеврејска четврт; Јевреји су плаћали посебан порез градском Универзитету, добијајући у замену монопол на апотеке и фарбаре. У Листи милиције из 1419-1420. (регистар одраслих мушкараца на Малти, искључујући Биргу и Гоцо), колона за „la Giudecca“ (јеврејска четврт Мдине) наводи 57 регрутованих јеврејских мушкараца. То доводи до процене о око 350 Јевреја на Малти у то време. Породице су имале типична јеврејска презимена као што су Меир/Мејр, Мељ, Нефус, Леви, Каталану, де Марсала.
Године 1479. Малта и Сицилија су пале под власт Арагона, а Едикт о протеривању из 1492. присилио је све Јевреје да напусте земљу. Пошто су чинили тако велики део становништва острва, шпанска круна их је приморала чак и да плате надокнаду за пореске губитке изазване сопственим протеривањем. Није јасно где су отишли Јевреји са Малте, али су се можда придружили сицилијанској заједници на Леванту. Такође је вероватно да је неколико десетина малтешких Јевреја прешло у хришћанство да би остали у земљи, као и многи сицилијански Јевреји.

## Малтешки витезови
Године 1530. Карло V дао је Малту витезовима Светог Јована, који су владали острвом до 1798. године. Током ова три века на острвима није било слободног јеврејског становништва. Они сицилијански конверсоси који су се преселили на Малту, привучени либералном политиком витезова према Јеврејима са Родоса, морали су да наставе да практикују своју религију у тајности.
Малта се често помињала због велике поробљене јеврејске популације, у јеврејској литератури тог периода. Витезови би хватали Јевреје и муслимане током гусарских напада на отоманске трговачке бродове и обалне градове и држали их као таоце у затворима у градовима Биргу, Валета или Сенглеа, да би изнудили откуп. На јеврејским друштвима за откуп заробљеника (Pidion Shevuim) било је да прикупе такве износе од јеврејских заједница широм Европе, укључујући Ливорно, Лондон и Амстердам. У случају неуспеха спасења, Јевреји би били продати као плаћене слуге и добили би хришћанско име, да би их господар ослободио само на самрти. Они Јевреји (посебно жене) који су продавали своје услуге као исцелитељи и прорицатељи често би се суочавали са инквизицијом. Они слободни Јевреји који су хтели да посете острва морали су да добију посебну дозволу Великог мајстора Реда и морали су да уђу у зидине Валете кроз једну малу луку у близини палате Auberge de Bavière, још увек познату као Јеврејска лука.
Године 1749. покрштени Јеврејин Ђузепе Антонио Коен открио је властима план побуне муслиманских робова. За то дело додељена му је пензија од 500 скудија и власништво над зградом у Стради Мерканти, Валета, која је од 1773. године поседовала институцију Монте ди Пијета.

## Британски колонијални период
Већина савремене малтешке јеврејске заједнице потиче из јеврејске имиграције из Енглеске, Гибралтара, северне Африке, Португалије и Турске током кратког периода владавине Француске од 1798. до 1800. и британске владавине након тога. Од 1805. Јевреји су били мета кампања Малтежана усмерених против свих странаца.
Прве јеврејске породице које су се преселиле на Малту биле су Абеасис (Абиазиз) са Гибралтара и Борхес да Силва из Португалије. Учитељ Абрахам А. Кореа стигао је на Малту из Енглеске 1809. године, поставши 1832. часни Секретар Британског комитета Јевреја, са Јакобом Борхесом да Силвом као председником. Године 1835. Јудит и Мозес Монтефијоре су посетили Малту, где су затекли само пет јеврејских породица.
До 1846. заједница је била довољно велика да позове Јозефа Тајара из Триполија да постане први рабин од 1492. године. Синагога, првобитно у резиденцији Тајар у Страда Реале 155, Валета, касније се преселила у Спур Страда (9, Страда Спероне). После револуција 1848. године, неколико осиромашених јеврејских породица из Мађарске, Француске и Немачке нашло је уточиште на Малти; да би задовољила њихове потребе, заједница се обратила Пидиону и лондонском рабинату. Извештај из 1851. бележи да су заједницу водили Јакоб Абеасис, Рафаел Бизмо и Рикардо Паријенте. Најбогатије породице биле су Борхес да Силва и Сонино. Многи Јевреји су се бавили трговином или финансијама, као агенти и посредници, док су други били трговци.
Године 1863. Сион Атијас је постао нови рабин након смрти Јозефа Тајара. Рабин Фраги Нимни је уследио 1878. У извештају из 1881. забележено је 79 британских Јевреја, 48 Османлија, 9 Италијана, 4 Португалца, 3 Тунишана и 2 Немца. 1890-их, уз подршку архиепископије, објављен је памфлет који је преиначио Крвну клевету против Јевреја. Полиција је брзо интервенисала да то забрани. Јеврејска заједница је остала веома мала и у неким периодима није имала рабина. Нисим Охајон, рођен у Мароку, одрастао у Португалији, постављен је за последњег рабина 1934. године, који је служио до 1956.

## Савремени период
У годинама пре Другог светског рата неколико Јевреја бежећи од нацизма дошло је на Малту, посебно из Аустрије (породица Едер), Италије и Либије (породица Региниано). Бројни малтешки Јевреји борили су се у британској војсци током рата.
Од 1915. до 1944. године јеврејску заједницу је водио Ахил Тајар. Наследио га је Фортунато Хабиб 1944–1963, Џорџ Тајар 1963–1994, а затим Абрахам Хаим Охајон, син рабина Нисима Охајона.
Године 1953. Светски јеврејски конгрес избројао је 56 Јевреја на Малти, представљених у Јеврејској заједници Малте, на челу са Фортунатом Хабибом, са Џорџом Д. Тајаром као секретаром. Улажу се напори да се организује редовна јеврејска и верска настава.
Јеврејска заједница на Малти је 2019. окупила око 150 особа, нешто више од 120 (од којих 80 активних) процењених 2003. и углавном старијих. Многи међу новијим генерацијама одлучили су да се населе у иностранству, укључујући Енглеску и Израел. Већина савремених малтешких Јевреја су Сефарди, али се користи ашкенаски молитвеник.
Малтешки Јевреји су се нашли без синагоге када је 1979. срушена зграда у улици Спур Ст. Године 1984. отворена је нова синагога у Страда Сан Орсола 182, али је морала да се затвори 1995. јер се зграда рушила. Године 2000. нова синагога је изграђена у Та' Ксбиеку уз донације Сједињених Држава и Велике Британије. Јеврејска фондација Малте сада њиме управља заједно са Јеврејским центром.
Односи Малте са Израелом су пријатељски од стицања независности. Директан лет из Тел Авива сваки пут доведе до 300 израелских туриста на Малту.
Локални сомун (фтира) и традиционална малтешка векна (Ħobż) су кошер.
Јудаизам је, заједно са хиндуизмом, на Малти признат као култ, али не и као религија. Године 2010. јеврејске и хиндуистичке групе на Малти позвале су папу Бенедикта XVI да интервенише како би осигурало да Малта третира све религије једнако пред законом.
2013. године јеврејски центар Хабад на Малти основали су рабин Хаим Шалом и рабин Хаја Мошка Сегал.

## Јеврејска гробља на Малти
Јеврејска гробља на Малти укључују гробље Калкара (1784—1833), гробље Та' Браксиа (1836—1891) и јеврејско гробље у Марси (отворено 1887).
Године 1372. краљ Фредрик III доделио је део земље у Табији (данашњи Qbur il-Lhud у Мтарфи) јеврејској заједници Universitate Judeorum, за коришћење као гробље. Надгробни споменик на хебрејском језику, пронађен на лицу места, и посвећен Рахели, супрузи Јешуе; сада се чува у рабатској Римској кући .
Јеврејско гробље је било основано у Калкари (Страда Ринела) 1784. године „од стране Ливорно фонда за откуп јеврејских робова, о свом трошку, за сахрану мртвих своје расе“. Ово место је вероватно било раније место за сахрањивање нехришћана на острву. Данас садржи дванаест препознатљивих гробова из периода 1820–1834, као и друге надгробне споменике и фрагменте. Обновио га је Месни савет 2003.
Друго место за сахрану за малтешке Јевреје основано је око 1836. у делу гробља Та' Браксија; коришћено је до 1891. године. Јеврејско гробље обухвата око 120 гробница, углавном у сефардском стилу са хоризонталним плочама.
Коначно, Јеврејско гробље у Марси изграђено је 1879. по нацрту Вебстера Полсона и отворено 1887. поред Турског војног гробља, захваљујући донацијама јеврејског енглеског сер Мозеса Монтефјореа. Гробље је још увек у употреби од стране јеврејске заједнице Малте и има гробнице Јевреја из Шпаније, средње Европе и Русије, као и из удаљених места као што су Аустралија и Шангај.